# SEAT Ateca
SEAT Ateca — компактный кроссовер испанской компании SEAT. Является развитием линейки автомобиля SEAT Altea . В 2011 году концепт-кар «SEAT Ateca» под названием SEAT IBX был продемонстрирован на Женевском автосалоне, далее развитый в концепт-кар SEAT 20v20 Concept, который был представлен на Женевском автосалоне в 2015 году. Производится с 2016 года.

## Описание
Автомобиль назван в честь испанского города Атека в Арагоне.
В рамках политики Volkswagen по производству аналогичных моделей с общими платформами на одном и том же заводе, Ateca производится на заводе Škoda Auto в Квасины, являясь, по сути, версией Škoda Karoq. Топовая комплектация модельного ряда именуется «SEAT Ateca Xcellence».
Эта модель имеет кожаные сиденья, 8-дюймовый сенсорный экран, 18-дюймовые легкосплавные диски и колесо настройки привода, которое позволяет выбирать между спортивным, обычным, эко, индивидуальным, внедорожным и снежным режимами. Средний диапазон — версия «SE», а нижний диапазон — версия «S».
Автомобиль построен на платформе MQB. На выбор доступны бензиновые двигатели объёмом: 1,0 л., 1,4 л. и 2,0 л.; и дизельные: 1,6 и 2,0 л. Кроссовер доступен как в передне- так и в полноприводном исполнении.